# Чемпіонат Європи з боротьби 2025
Чемпіонат Європи з боротьби 2025 відбувся з 7 по 13 квітня у столиці Словаччини, місті Братислава.

## Розподіл нагород

### Рейтинг команд
| Місце | Чоловіки, вільний стиль | Чоловіки, вільний стиль | Чоловіки, греко-римська | Чоловіки, греко-римська | Жінки, вільний стиль | Жінки, вільний стиль |
| Місце | Країна                  | Очки                    | Країна                  | Очки                    | Країна               | Очки                 |
| ----- | ----------------------- | ----------------------- | ----------------------- | ----------------------- | -------------------- | -------------------- |
| 1     | Азербайджан             | 119                     | Азербайджан             | 151                     | Україна              | 180                  |
| 2     | Грузія                  | 114                     | Туреччина               | 110                     | Туреччина            | 158                  |
| 3     | Туреччина               | 73                      | Угорщина                | 104                     | Румунія              | 79                   |
| 4     | Болгарія                | 59                      | Грузія                  | 91                      | Польща               | 54                   |
| 5     | Вірменія                | 59                      | Вірменія                | 89                      | Франція              | 53                   |
| 6     | Молдова                 | 58                      | Болгарія                | 83                      | Молдова              | 53                   |
| 7     | Франція                 | 54                      | Молдова                 | 60                      | Німеччина            | 53                   |
| 8     | Словаччина              | 45                      | Німеччина               | 49                      | Угорщина             | 42                   |
| 9     | Угорщина                | 45                      | Сербія                  | 43                      | Азербайджан          | 29                   |
| 10    | Польща                  | 45                      | Україна                 | 42                      | Греція               | 25                   |

### Чоловіки, вільний стиль
| Дисципліна | Золото                      | Срібло                           | Бронза                      |
| ---------- | --------------------------- | -------------------------------- | --------------------------- |
| 57 кг      | Начин Монгуш (ANA)          | Азамат Тускаєв (SRB)             | Арийан Тютрин (ANA)         |
| 57 кг      | Начин Монгуш (ANA)          | Азамат Тускаєв (SRB)             | Іслам Базарганов (AZE)      |
| 61 кг      | Заур Угуєв (ANA)            | Арсен Арутюнян (ARM)             | Зелімхан Абакаров (ALB)     |
| 61 кг      | Заур Угуєв (ANA)            | Арсен Арутюнян (ARM)             | Андрій Джелеп (UKR)         |
| 65 кг      | Ібрагім Ібрагімов (ANA)     | Хамзат Арсамерзуєв (FRA)         | Вазген Теванян (ARM)        |
| 65 кг      | Ібрагім Ібрагімов (ANA)     | Хамзат Арсамерзуєв (FRA)         | Алі Рагімзаде (AZE)         |
| 70 кг      | Давид Баєв (ANA)            | Арман Андреасян (ARM)            | Акакі Кемертелідзе (GEO)    |
| 70 кг      | Давид Баєв (ANA)            | Арман Андреасян (ARM)            | Кянан Хейбатов (AZE)        |
| 74 кг      | Чермен Валієв (ALB)         | Заурбек Сідаков (ANA)            | Агханазар Новрузов (AZE)    |
| 74 кг      | Чермен Валієв (ALB)         | Заурбек Сідаков (ANA)            | Таймураз Салказанов (SVK)   |
| 79 кг      | Ахмед Усманов (ANA)         | Зелімхан Хаджієв (FRA)           | Ахсарбек Гулаєв (SVK)       |
| 79 кг      | Ахмед Усманов (ANA)         | Зелімхан Хаджієв (FRA)           | Владімері Гамкрелідзе (GEO) |
| 86 кг      | Магомед Рамазанов (BUL)     | Магомедхабіб Кадимагомедов (ANA) | Осман Гечен (TUR)           |
| 86 кг      | Магомед Рамазанов (BUL)     | Магомедхабіб Кадимагомедов (ANA) | Артур Найфонов (ANA)        |
| 92 кг      | Даурен Куруглієв (GRE)      | Осман Нурмагомедов (AZE)         | Міріані Майсурадзе (GEO)    |
| 92 кг      | Даурен Куруглієв (GRE)      | Осман Нурмагомедов (AZE)         | Фейзулла Актюрк (TUR)       |
| 97 кг      | Гіві Мачарашвілі (GEO)      | Магомед Курбанов (ANA)           | Річард Вег (HUN)            |
| 97 кг      | Гіві Мачарашвілі (GEO)      | Магомед Курбанов (ANA)           | Батирбек Цакулов (SVK)      |
| 125 кг     | Георгій Мешвілдішвілі (AZE) | Соломон Манашвілі (GEO)          | Денис Хроменков (ANA)       |
| 125 кг     | Георгій Мешвілдішвілі (AZE) | Соломон Манашвілі (GEO)          | Каміл Косщолек (POL)        |

### Чоловіки, греко-римська
| Дисципліна | Золото                | Срібло                 | Бронза                   |
| ---------- | --------------------- | ---------------------- | ------------------------ |
| 55 кг      | Емін Сефершаєв (ANA)  | Ельденіз Азізлі (AZE)  | Вахтанг Лолуа (GEO)      |
| 55 кг      | Емін Сефершаєв (ANA)  | Ельденіз Азізлі (AZE)  | Артем Делеану (MDA)      |
| 60 кг      | Ніхат Маммадлі (AZE)  | Георгій Тібілов (SRB)  | Садик Лалаєв (ANA)       |
| 60 кг      | Ніхат Маммадлі (AZE)  | Георгій Тібілов (SRB)  | Віктор Чобану (MDA)      |
| 63 кг      | Керем Камаль (TUR)    | Карен Асланян (ARM)    | Маїрбек Салімов (POL)    |
| 63 кг      | Керем Камаль (TUR)    | Карен Асланян (ARM)    | Віталій Єрьоменко (MDA)  |
| 67 кг      | Хасрат Джафаров (AZE) | Абу Муслім Амаєв (BUL) | Арсланбек Салімов (POL)  |
| 67 кг      | Хасрат Джафаров (AZE) | Абу Муслім Амаєв (BUL) | Джоні Хетсуріані (GEO)   |
| 72 кг      | Леванте Левай (HUN)   | Не нагороджували       | Ульві Ганізаде (AZE)     |
| 72 кг      | Ібрагім Ганем (FRA)   | Не нагороджували       | Мустафа Шахін (TUR)      |
| 77 кг      | Малхас Амоян (ARM)    | Рамаз Зоїдзе (GEO)     | Ахмет Їлмаз (TUR)        |
| 77 кг      | Малхас Амоян (ARM)    | Рамаз Зоїдзе (GEO)     | Александру Соловей (MDA) |
| 82 кг      | Гурбан Гурбанов (AZE) | Ерік Сілваші (HUN)     | Бурхан Акбудак (TUR)     |
| 82 кг      | Гурбан Гурбанов (AZE) | Ерік Сілваші (HUN)     | Гела Болквадзе (GEO)     |
| 87 кг      | Давід Лошонці (HUN)   | Семен Новіков (BUL)    | Іслам Аббасов (AZE)      |
| 87 кг      | Давід Лошонці (HUN)   | Семен Новіков (BUL)    | Олександр Комаров (SRB)  |
| 97 кг      | Кіріл Мілов (BUL)     | Лукас Лазояніс (GER)   | Алекс Шоке (HUN)         |
| 97 кг      | Кіріл Мілов (BUL)     | Лукас Лазояніс (GER)   | Кирило Маскевич (ANA)    |
| 130 кг     | Сергій Семенов (ANA)  | Хамза Бакир (TUR)      | Даріуш Вітек (HUN)       |
| 130 кг     | Сергій Семенов (ANA)  | Хамза Бакир (TUR)      | Джелло Крамер (GER)      |

### Жінки, вільний стиль
| Дисципліна | Золото                       | Срібло                  | Бронза                    |
| ---------- | ---------------------------- | ----------------------- | ------------------------- |
| 50 кг      | Оксана Лівач (UKR)           | Евін Демірхан (TUR)     | Надія Соколова (ANA)      |
| 50 кг      | Оксана Лівач (UKR)           | Евін Демірхан (TUR)     | Наталія Варакіна (ANA)    |
| 53 кг      | Марія Преволаракі (GRE)      | Андреа Ана (ROU)        | Наталія Малишева (ANA)    |
| 53 кг      | Марія Преволаракі (GRE)      | Андреа Ана (ROU)        | Зейнеп Єтгіл (TUR)        |
| 55 кг      | Катерина Вербіна (ANA)       | Тетяна Деб'єн (FRA)     | Маріана Драгуцан (MDA)    |
| 55 кг      | Катерина Вербіна (ANA)       | Тетяна Деб'єн (FRA)     | Олександра Хоменець (UKR) |
| 57 кг      | Ольга Хорошавцева (ANA)      | Ельвіра Камалоглу (TUR) | Соломія Винник (UKR)      |
| 57 кг      | Ольга Хорошавцева (ANA)      | Ельвіра Камалоглу (TUR) | Жаля Алієва (AZE)         |
| 59 кг      | Анастасія Сідєльнікова (ANA) | Бедіха Гюн (TUR)        | Аліна Філіпович (UKR)     |
| 59 кг      | Анастасія Сідєльнікова (ANA) | Бедіха Гюн (TUR)        | Аурора Руссо (ITA)        |
| 62 кг      | Ірина Бондар (UKR)           | Юханна Ліндборг (SWE)   | Біляна Дудова (BUL)       |
| 62 кг      | Ірина Бондар (UKR)           | Юханна Ліндборг (SWE)   | Луїза Німеш (GER)         |
| 65 кг      | Грейс Буллен (NOR)           | Ірина Рінгач (MDA)      | Дінара Кудаєва (ANA)      |
| 65 кг      | Грейс Буллен (NOR)           | Ірина Рінгач (MDA)      | Ірина Коляденко (UKR)     |
| 68 кг      | Аліна Шевчук (ANA)           | Катерина Зелених (ROU)  | Бусе Тосун (TUR)          |
| 68 кг      | Аліна Шевчук (ANA)           | Катерина Зелених (ROU)  | Аделя Ганжлічкова (CZE)   |
| 72 кг      | Алла Белінська (UKR)         | Несрін Баш (TUR)        | Александра Ангел (ROU)    |
| 72 кг      | Алла Белінська (UKR)         | Несрін Баш (TUR)        | Полін Лекарпентьє (FRA)   |
| 76 кг      | Анастасія Алпєєва (UKR)      | Ясемін Адар (TUR)       | Мартіна Кюнц (AUT)        |
| 76 кг      | Анастасія Алпєєва (UKR)      | Ясемін Адар (TUR)       | Анастасія Зіменкова (ANA) |